# 경성일보
《경성일보》(일본어: 京城日報 게이조닛보[*])는 대한제국 말기부터 일제강점기 동안 발행된 한국의 신문이다. 1909년 9월에 창립하여 1945년 폐간되었다.

## 개요
1906년(광무 10년) 9월에 이토 히로부미가 한성신보와 대동신보를 합병하여 통감부 기관지로 창간하였다. 초기에는 국한문판과 일본어판을 병행하여 발행하였으나, 1907년 4월부터 국한문판을 폐지하였다.
1910년(융희 4년) 한일 병합 조약이 체결된 뒤에는 통감부가 조선총독부 체제로 바뀌면서 총독부 기관지로 변경되었다. 이후 《대한매일신보》의 인수에 나섰는데, 총독부는 《대한매일신보》를 《매일신보》로 개편한 뒤 《경성일보》 자매지로 발행하였다. 매일신보는 1938년에 경성일보에서 분리되어, 독립된 주식회사가 되었다.
태평양 전쟁 종전 직후에도 발행하다가 1945년 10월 31일자를 마지막으로 폐간되었다.

## 성격
경성일보는 통감부와 총독부의 기관지이며 일본어로 발행되었으므로 친일적인 성격이 강한 관제 매체였다. 사장의 임명 등 인사 및 운영을 총독부가 주관하였다.
조선일보와 동아일보 등 민간지에 비해 규모가 방대하고 영향력도 그만큼 컸다고 평가된다. 일제 강점기 동안 일본인을 포함한 친일파 인물들은 주로 경성일보를 구독했다는 분석이 있다.

## 같이 보기
- 통감부
- 조선총독부
- 매일신보